# Obiectivele de Dezvoltare Durabilă ale Uniunii Europene
Uniunea Europeană - Prezentare ODD oferă o prezentare generală a Obiectivelor de Dezvoltare Durabilă (ODD) așa cum au fost definite de Organizația Națiunilor Unite în 2015, o scurtă descriere a Obiectivelor de dezvoltare durabilă ale Uniunii Europene și prezintă o imagine de ansamblu statistică a progresului realizat de UE pentru fiecare ODD.
Obiectivele de dezvoltare durabilă s-au aflat de mult timp în centrul procesului de elaborare a politicilor europene, ferm ancorate în tratatele europene și fac parte din principalele proiecte, politici sectoriale și inițiative. Agenda 2030 pentru Dezvoltare Durabilă și cele 17 Obiective de Dezvoltare Durabilă (ODD) ale sale, adoptate de Organizația Națiunilor Unite în septembrie 2015, au dat un nou impuls eforturilor globale de realizare a dezvoltării durabile. Uniunea Europeană și statele sale membre sunt angajate în implementarea prevederilor acestui acord-cadru global istoric și joacă un rol activ în maximizarea progresului către ODD. Deoarece din cauza disponibilității limitate a datelor pentru un număr de indicatori nu este posibilă o evaluare pe termen lung, progresul la nivel de obiectiv este evaluat pentru cea mai recentă perioadă de cinci ani („pe termen scurt”) pe baza indicatorilor ODD din UE. Metoda de evaluare a tendințelor indicatorilor și de agregare a acestora la nivel de obiectiv este prezentată pe site-ul Eurostat.

## Prezentarea Obiectivelor de Dezvoltare Durabilă (ODD)
Agenda 2030 pentru Dezvoltare Durabilă și cele 17 Obiective de Dezvoltare Durabilă (ODD) ale sale, adoptate de Națiunile Unite (ONU) în septembrie 2015, reprezintă foaia de parcurs la nivel mondial pentru realizarea dezvoltării durabile în acest deceniu. Uniunea Europeană s-a angajat pe deplin să realizeze Agenda 2030, iar ODD-urile fac parte integrantă din Programul de lucru al Comisiei Europene și din Orientările politice ale președintelui Comisiei, Ursula von der Leyen.
| Obiectivele de Dezvoltare Durabilă ale Uniunii Europene | Obiectivele de Dezvoltare Durabilă ale Uniunii Europene | Obiectivele de Dezvoltare Durabilă ale Uniunii Europene |
| ODD                                                     | ODD                                                     | Scurtă descriere |
| ------------------------------------------------------- | ------------------------------------------------------- | --- |
|                                                         | ODD 1                                                   | Fără sărăcie Fără sărăcie, în toate formele ei, pretutindeni |
|                                                         | ODD 2                                                   | Zero foamete Eliminarea foametei, asigurarea securității alimentare, îmbunătățirea nutriției și promovarea agriculturii durabile |
|                                                         | ODD 3                                                   | Sănătate și bunăstare Asigurarea unei vieți sănătoase și promovarea bunăstării tuturor, de toate vârstele |
|                                                         | ODD 4                                                   | Educație de calitate Asigurarea unei educații de calitate, incluzivă și echitabilă și promovarea oportunităților de învățare pe tot parcursul vieții, pentru toți                                                                                     |
|                                                         | ODD 5                                                   | Egalitatea de gen Realizarea egalității de gen și creșterea rolului tuturor femeilor și fetelor |
|                                                         | ODD 6                                                   | Apă curată și canalizare Asigurarea disponibilității și gestionarea durabilă a apei și apelor uzate pentru toți |
|                                                         | ODD 7                                                   | Energie curată și la prețuri accesibile Asigurarea accesului la energie accesibilă, fiabilă, durabilă și modernă pentru toți |
|                                                         | ODD 8                                                   | Muncă decentă și creștere economică Promovarea creșterii economice susținute, incluzive și durabile, a ocupării depline și productive a forței de muncă și a muncii decente pentru toți                                                               |
|                                                         | ODD 9                                                   | Industrie, inovare și infrastructură Construcția unei infrastructuri rezistente, promovarea industrializării incluzive și durabile și încurajarea inovației                                                                                           |
|                                                         | ODD 10                                                  | Reducerea inegalităților Reducerea inegalităților în interiorul țărilor și între acestea |
|                                                         | ODD 11                                                  | Orașe și comunități durabile Orașe și comunități incluzive, sigure, rezistente și durabile |
|                                                         | ODD 12                                                  | Consum și producție responsabile Asigurarea unor modele durabile de consum și producție |
|                                                         | ODD 13                                                  | Acțiune climatică Măsuri urgente pentru combaterea schimbărilor climatice și a impactului acestora |
|                                                         | ODD 14                                                  | Viața marină Conservarea și utilizarea durabilă a oceanelor, mărilor și resurselor marine pentru o dezvoltare durabilă |
|                                                         | ODD 15                                                  | Viața terestră Protejarea, restaurarea și promovarea utilizării durabile a ecosistemelor terestre, gestionarea durabilă a pădurilor, combaterea deșertificării, oprirea și inversarea degradării terenurilor și oprirea pierderii biodiversității     |
|                                                         | ODD 16                                                  | Pace, justiție și instituții puternice Promovarea societăților pașnice și incluzive pentru dezvoltarea durabilă, asigurarea accesului la justiție pentru toți și construirea unor instituții eficiente, responsabile și incluzive la toate nivelurile |
|                                                         | ODD 17                                                  | Parteneriate pentru obiective Consolidarea mijloacelor de implementare și revitalizarea parteneriatului global pentru dezvoltare durabilă |
|                                                         | Rezumat ODD Romania                                     | România - Rezumat ODD Privire de ansamblu asupra situației actuale și progresului României către îndeplinirea ODD-urilor |

Sursa: Eurostat
Pactul verde european, adoptat în decembrie 2019, constituie noua strategie de dezvoltare a Uniunii Europene și își propune să transforme Uniunea într-o societate neutră din punct de vedere climatic, fără a lăsa pe nimeni în urmă, să creeze o economie modernă, eficientă din punct de vedere al resurselor, competitivă și echitabilă, în care să nu mai existe emisii nete de gaze cu efect de seră până în 2050 și în care creșterea economică să fie decuplată de utilizarea resurselor. De asemenea, își propune să protejeze, să conserve și să îmbunătățească capitalul natural al UE și să protejeze sănătatea și bunăstarea cetățenilor de riscurile și impacturile legate de mediu. De asemenea, este parte integrantă a strategiei Comisiei de implementare a Agendei 2030 și a celor 17 obiective de dezvoltare durabilă (ODD).
În martie 2020, Comisia Europeană a adoptat un Plan de Acțiune pentru Economia Circulară, introducând măsuri de-a lungul întregului ciclu de viață al produselor. Planul de acțiune se concentrează pe adoptarea unor metode de proiectare și producție care să  asigure o economie circulară, astfel încât resursele utilizate să fie păstrate în economia UE cât mai mult timp posibil.
Strategia UE pentru bioeconomie oferă un cadru transversal pentru a permite inovații transformatoare în ceea ce privește utilizarea resurselor biologice și pentru ca furnizarea de biomasă pentru alimente și produse pe bază de bio să respecte pe deplin posibilitățile finite ale  planetei. O bioeconomie circulară durabilă contribuie la îndeplinirea obiectivelor Pactului ecologic european, prin atenuarea schimbărilor climatice prin utilizarea de produse reciclate și energii regenerabile, înlocuirea combustibililor fosili și a altor materiale cu consum intens de carbon și prin stocarea carbonului în produse și ecosisteme.
În mai 2020, a fost adoptată o altă inițiativă importantă care se află în centrul Pactului ecologic european - Strategia „Farm to Fork” (Din fermă în farfurie). Strategia își propune să facă sistemele alimentare din UE echitabile, sănătoase și prietenoase cu mediul, prin asigurarea producției, procesării, distribuției și consumului durabil de alimente și prin reducerea la minimum a pierderilor de alimente.
Strategia UE privind biodiversitatea pentru 2030, adoptată de asemenea în mai 2020 ca parte a Pactului Verde, urmărește să pună biodiversitatea Europei pe calea redresării până în 2030 și conține acțiuni și angajamente specifice, cum ar fi stabilirea unei rețele ample la nivelul UE de zone protejate terestre și marine, lansarea unui plan al UE de refacere a naturii și introducerea de măsuri pentru abordarea provocărilor globale ale biodiversității.
Planul țintă pentru climă pentru 2030 din septembrie 2020 prevede reducerea emisiilor de gaze cu efect de seră cu cel puțin 55% sub nivelul din 1990 până în 2030 și pune Europa pe o cale responsabilă pentru a deveni neutră din punct de vedere climatic până în 2050. Această ambiție a fost consacrată legal în iulie 2021, prin adoptarea Legii europene privind clima. Sub titlul „Realizarea Pactului ecologic european”, Comisia a prezentat mai multe propuneri legislative, acțiuni și obiective pentru a face din Europa primul continent neutru din punct de vedere climatic. Acestea se referă la transformarea necesară a economiilor și societăților noastre, transport durabil, energie curată, renovarea clădirilor, extinderea depozitelor naturale de carbon și stimularea acțiunii globale privind schimbările climatice. Recomandarea Consiliului privind asigurarea unei tranziții echitabile către neutralitatea climatică urmărește să asigure că tranziția Uniunii către o economie neutră din punct de vedere climatic și durabilă din punct de vedere ecologic până în 2050 este echitabilă și nu lasă pe nimeni în urmă. Aceasta stabilește orientări specifice pentru a ajuta statele membre să elaboreze și să pună în aplicare pachete de politici pentru a aborda aspectele sociale și de ocupare a forței de muncă pentru a promova o tranziție echitabilă în toate politicile, în special în politicile climatice, energetice și de mediu, precum și pentru utilizarea optimă a finanțării publice și private.
Strategia de mobilitate durabilă și inteligentă, adoptată în decembrie 2020, pune bazele modului în care sistemul de transport al UE își poate realiza transformarea verde și digitală și poate deveni mai rezistent la crizele viitoare. Strategia pentru sustenabilitate în privința substanțelor chimice publicată în octombrie 2020 face parte din ambiția UE privind poluarea zero. Planul de acțiune pentru poluare zero, lansat în mai 2021, solicită ca poluarea aerului, apei și solului să fie redusă la niveluri care nu mai sunt considerate dăunătoare sănătății și ecosistemelor naturale, respectând limitele în care planeta poate face față, creând astfel un mediu fără toxicitate.
Planul de acțiune pentru Pilonul European al Drepturilor Sociale subliniază acțiuni concrete pentru continuarea punerii în aplicare a celor 20 de principii ale Pilonului European al Drepturilor Sociale, ca un efort comun al statelor membre și al UE, cu implicarea activă a partenerilor sociali și a societății civile. Tabloul de bord social revizuit, care este, de asemenea, legat de ODD-uri, a fost prezentat ca parte a Planului de acțiune pentru monitorizarea progresului către implementarea principiilor pilonului social în cadrul semestrului european. Planul de acțiune propune, de asemenea, obiective principale privind ocuparea forței de muncă, îmbunătățirea competențelor și reducerea sărăciei pe care UE să le atingă până în 2030. Noile obiective principale pentru 2030 sunt în concordanță cu Obiectivele de dezvoltare durabilă ale ONU și stabilesc ambiția comună pentru o Europă socială puternică.
Între timp, actualizarea din 2021 a Strategiei industriale a UE sprijină tranziția dublă către o economie verde și digitală. Acesta urmărește să se asigure că industria europeană este lider în realizarea obiectivelor UE pentru un viitor verde, incluziv și rezistent. Strategia își propune să stimuleze sprijinul pentru energia regenerabilă și tranziția climatică, consolidând în același timp autonomia strategică a UE. În plus, la începutul anului 2023, Comisia a lansat un Plan industrial al Pactului verde Arhivat în 21 august 2023, la Wayback Machine. pentru a spori competitivitatea industriei cu emisii zero net a UE și pentru a sprijini tranziția către neutralitatea climatică. Planul urmărește să ofere un mediu mai favorabil pentru extinderea capacității de producție a tehnologiilor și produselor net zero care sunt necesare pentru a îndeplini obiectivele UE în materie de climă. Comunicarea „Competitivitatea pe termen lung a UE: previziuni dincolo de 2030” completează Planul industrial al Pactului verde cu o abordare cuprinzătoare și pe termen lung a competitivității UE.
Pe baza Pactului ecologic european, Cel de-al 8-lea program de acțiune pentru mediu (8th Environment Action Programme - EAP), adoptat în martie 2022, ancorează angajamentul statelor membre față de acțiunile de mediu și climatice până în 2030, ghidate de o viziune pe termen lung până în 2050 a bunăstării tuturor, în timp ce rămân în limitele posibilităților planetare. Cel de-al 8-lea program de acțiune pentru mediu include șase obiective prioritare legate de neutralitatea climei, adaptarea la climă, economia circulară, poluarea zero, protejarea și refacerea biodiversității și reducerea presiunilor de mediu și climatice legate de producție și consum. În plus, programul stabilește un cadru favorabil și un cadru de monitorizare pentru a măsura progresul către schimbarea sistemică necesară.
În ultimii ani, UE a adoptat numeroase alte politici care acoperă subiecte legate de ODD. Consensul european pentru dezvoltare, adoptat în 2017, definește viziunea comună și cadrul de acțiune al UE pentru cooperarea pentru dezvoltare. Poarta de acces globală (Global Gateway) este strategia UE de sprijinire a țărilor partenere în stimularea legăturilor inteligente, curate și sigure în sectoarele digital, energetic și de transport și pentru a consolida sistemele de sănătate, educație și cercetare. Global Gateway este pe deplin aliniat cu Agenda 2030 și ODD-urile, precum și cu Acordul de la Paris și reunește UE, statele sale membre și instituțiile lor financiare și de dezvoltare ca „Echipa Europa” (Team Europe).
Abordarea „Team Europe” a fost lansată inițial la începutul anului 2020, ca un pachet pentru a sprijini țările partenere în lupta împotriva pandemiei de COVID-19 și a consecințelor acesteia și pentru a asigura un răspuns coordonat și cuprinzător între UE și statele sale membre. Abordarea a devenit rapid coloana vertebrală a Europei globale (principalul instrument financiar pentru cooperarea internațională a UE din 2021 până în 2027) și a programării acesteia. Include în special conceperea inițiativelor Team Europe, care sunt elementele emblematice ale abordării Team Europe. Planul de acțiune pentru democrație europeană a fost adoptat în același an pentru a împuternici cetățenii și pentru a construi democrații mai rezistente în întreaga UE.
În plus, Politica de coeziune a UE, care include Fondul european de dezvoltare regională (FEDR), Fondul social european+ (FSE+), Fondul de coeziune și Fondul pentru tranziție justă (FTJ), este, de asemenea, puternic aliniată la ODD, contribuind la consolidarea coeziunii economice, sociale și teritoriale în UE și la corectarea dezechilibrelor dintre țări și regiuni. Acesta realizează prioritățile politice ale Uniunii, în special tranzițiile ecologice și digitale.
Programul UE de cercetare și inovare „Orizont Europa” (Horizon Europe) își propune să sprijine cercetătorii și inovatorii pentru a conduce schimbările sistemice necesare pentru a asigura o Europă verde, sănătoasă și rezistentă.
În conformitate cu Orientările politice, ODD-urile au fost, de asemenea, integrate progresiv în Semestrul european. În acest an, raportul de monitorizare a ODD a fost publicat pentru a doua oară, în același timp cu Pachetul de primăvară. Mai mult, fiecare raport de țară din Semestrul european include o anexă care prezintă statutul țării, în comparație cu media UE și progresul realizat pentru fiecare ODD. Publicarea Studiului anual de creștere durabilă (Annual Sustainable Growth Survey - ASGS) 2023 în noiembrie 2022 a lansat Ciclul Semestrului european 2023 Arhivat în 25 ianuarie 2023, la Wayback Machine., care conturează o agendă de politică economică pentru a atenua impactul negativ al șocurilor energetice pe termen scurt și pentru a continua eforturile de susținere a creșterii durabile și favorabile incluziunii și de creștere a rezilienței pe termen mediu, menținând în același timp flexibilitatea pentru a aborda noile provocări.
Planurile naționale de redresare și reziliență (PNRR) sunt structurate în jurul a șase piloni tematici la care contribuie, așa cum se menționează în Regulamentul privind Facilitatea pentru redresare și reziliență: tranziție ecologică; transformare digitală; coeziunea economică, productivitatea și competitivitatea; coeziunea socială și teritorială; reziliența în sănătate, economică, socială și instituțională; și politici pentru următoarea generație. Procedând astfel, ele acoperă, de asemenea, cele patru dimensiuni ale sustenabilității competitive prezentate în ASGS 2023:
- sustenabilitatea mediului,
- productivitatea,
- corectitudinea,
- stabilitatea macroeconomică.

Fiecare dintre aceste dimensiuni se referă la un set de ODD-uri și, prin urmare, reformele și investițiile prevăzute în PNRR-uri sunt de așteptat să contribuie la progresul către acestea. În contextul ambițiilor Europei în materie de climă și al transformării digitale, toate PNRR-urile trebuie să se concentreze puternic atât pe reforme, cât și pe investiții care sprijină tranziția ecologică și cea digitală. Fiecare plan trebuie să angajeze minim 37% din fondurile alocate pentru acțiunea climatică și 20% pentru cheltuielile digitale. Planurile aprobate au depășit aceste limite și, în medie, dedică aproximativ 40% din resurse măsurilor legate de climă și peste 26% tranziției digitale.
| Prioritățile Comisiei Europene           | Prioritățile Comisiei Europene |
| ---------------------------------------- | ------------------------------ |
| Pactul Verde European                    |                                |
| Economie care funcționează pentru oameni |                                |
| Europa pregătită pentru era digitală     |                                |
| Stil de viață european                   |                                |
| Europa mai puternică în lume             |                                |
| Democrație europeană                     |                                |

Sursa: Eurostat
Comisia Europeană s-a angajat să monitorizeze progresul către fiecare ODD în contextul UE. De la adoptarea primului indicator ODD al UE stabilit în mai 2017, Eurostat a condus dezvoltarea în continuare a cadrului de indicatori în strânsă cooperare cu alte servicii ale Comisiei, Agenția Europeană de Mediu și organizațiile statelor membre din Sistemul Statistic European (SSE), implicând de asemenea, comitetele și grupurile de lucru ale Consiliului, precum și societatea civilă. Setul de indicatori al UE pentru ODD-uri este structurat pe cele 17 ODD-uri și acoperă dimensiunile sociale, economice, de mediu și instituționale ale durabilității, așa cum sunt reprezentate de Agenda 2030. Fiecare ODD este acoperit de cinci până la șase indicatori principali, care au fost selectați pentru a reflecta obiectivele și ambițiile largi ale ODD. Din 100 de indicatori, 33 sunt „multi-dimensionali”, ceea ce înseamnă că sunt utilizați pentru a monitoriza mai mult de un obiectiv, permițând evidențierea legăturii dintre diferite obiective și îmbunătățirea monitorizării. Șaizeci și opt dintre indicatorii actuali ai ODD ai UE sunt aliniați cu indicatorii ODD ai ONU.

## Progresul Uniunii Europene în îndeplinirea ODD
Sursa: Eurostat
Pe parcursul perioadei de cinci ani evaluate, UE a înregistrat progrese semnificative în direcția asigurării muncii decente și creșterii economice (ODD 8), a reducerii sărăciei (ODD 1), precum și către îmbunătățirea egalității de gen (ODD 5). S-au înregistrat progrese bune și în ceea ce privește reducerea inegalităților (ODD 10), asigurarea unei educații de calitate (ODD 4), promovarea păcii și securității personale pe teritoriul UE și îmbunătățirea accesului la justiție și a încrederii în instituții (ODD 16). UE a înregistrat, de asemenea, progrese notabile în atingerea obiectivelor privind sănătatea și bunăstarea (ODD 3), în ciuda eșecurilor cauzate de pandemia COVID-19, și în ceea ce privește inovarea și infrastructura (ODD 9).
Progresul către celelalte obiective a fost mai puțin semnificativ. În general, evaluarea la nivel de obiectiv din raportul de monitorizare a ODD-urilor din 2023 arată că UE a progresat puternic spre multe obiective socio-economice în cea mai recentă perioadă de cinci ani de date disponibile, în timp ce tendințele în domeniul mediului au fost mai puțin favorabile.
Se așteaptă progrese mai susținute pentru trei obiective – acțiune climatică (ODD 13), viața terestră (ODD 15) și parteneriate globale (ODD 17). În ceea ce privește acțiunea climatică (ODD 13), UE a stabilit obiective climatice ambițioase și de neegalat pentru 2030, care, în comparație cu tendințele din trecut, vor necesita mai multe eforturi. UE a pus deja în aplicare măsurile de politică pentru a realiza aceste eforturi suplimentare, în special prin pachetul „Fit for 55”. În domeniul energiei, UE și-a stabilit, de asemenea, obiective mai ambițioase pentru 2030. Acest lucru implică faptul că se așteaptă progrese mai puternice în următorii ani în domeniul eficienței energetice și al energiilor regenerabile în UE. În ceea ce privește viața terestră (ODD 15), chiar dacă ariile protejate terestre au crescut din 2013, sunt necesare eforturi suplimentare pentru a inversa degradarea ecosistemelor. În ceea ce privește parteneriatele pentru obiective (ODD 17), tendința reflectă parțial efecte ciclice, în special creșterea datoriei publice rezultată din criza COVID-19.
Pentru fiecare dintre obiective, secțiunea următoare oferă o scurtă prezentare a principalelor tendințe ale indicatorului care stau în spatele evaluării la nivel de obiectiv. Obiectivele sunt prezentate în ordinea evaluărilor agregate ale tendințelor indicatorilor, de la cea mai bună la cea mai nefavorabilă.

## Rezumat la nivel de obiectiv
ODD 8 - Muncă decentă și creștere economică indică semne continue de redresare după impactul pandemiei asupra economiei și pieței muncii, cu progrese suplimentare în 2022, în ciuda impactului agresiunii militare a Rusiei împotriva Ucrainei. După redresarea economică din 2021, PIB-ul pe cap de locuitor a continuat să crească puternic în 2022, cu 3,3%, iar investițiile au atins un nou maxim de 23,2% din PIB în acel an. Această evoluție favorabilă se reflectă și pe piața muncii, rata de ocupare a UE atingând un nou record de 74,6% în 2022. În mod similar, atât rata șomajului pe termen lung a UE, cât și ponderea tinerilor care nici nu lucrează, nici nu urmează cursuri de educație sau formare (young people neither in employment nor in education and training - NEET) a scăzut la noi minime record în 2022. Prin urmare, UE pare pe cale să își atingă obiectivele respective pentru 2030 în privința ocupării forței de muncă și a ratelor NEET. În domeniul muncii decente, atât incidența accidentelor de muncă mortale, cât și ponderea „angajaților săraci” au înregistrat evoluții clar favorabile în perioada de timp evaluată. Amprenta materială a UE, cu toate acestea, a crescut până în 2019, iar cele mai recente date reflectă încă doar o activitate economică redusă în 2020. Datele privind consumul intern de materiale sugerează că utilizarea resurselor a crescut la niveluri aproape pre-pandemice în 2021, odată cu redresarea economică.
Situația UE cu privire la ODD 1 - Fără sărăcie este caracterizată de îmbunătățiri considerabile în toate dimensiunile sărăciei monitorizate în acest raport, precum și de o pondere tot mai mare de oameni care își pot satisface nevoile de bază. Cele mai multe dintre aceste îmbunătățiri au avut loc în perioada de până în 2019, în timp ce ratele sărăciei au rămas destul de stabile în 2020 și 2021. În domeniul sărăciei multidimensionale, tendințele în perioada de cinci ani evaluată arată că mai puține persoane au fost afectate de sărăcia monetară, au suferit de privațiuni materiale și sociale severe sau au trăit în gospodării cu (cvasi)șomaj. Acest lucru a dus la o reducere semnificativă a riscului general de sărăcie sau excluziune socială în UE, chiar dacă vor fi necesare progrese mai puternice pentru a îndeplini obiectivul de a scoate cel puțin 15 milioane de persoane din sărăcie sau excluziune socială până în 2030. În domeniul nevoilor de bază, ponderea persoanelor supraîncărcate de costurile locuinței sau care se confruntă cu deficiențe locative severe a scăzut din 2015. În plus, proporția persoanelor care au raportat nevoi nesatisfăcute de îngrijire medicală a fost mai mică în 2021 decât cu cinci ani mai devreme, chiar dacă rata a crescut ușor din 2017.
ODD 5 - Egalitatea de gen indică o imagine destul de favorabilă în majoritatea domeniilor monitorizate. În ceea ce privește ocuparea forței de muncă, câștigurile orare ale femeilor le ajung din urmă pe cele ale bărbaților, iar decalajul dintre bărbați și femei care se află în afara forței de muncă din cauza responsabilităților de îngrijire s-a redus din 2017. În mod similar, decalajul de gen s-a redus din 2017, chiar dacă vor fi necesare progrese mai mari pentru ca UE să-și atingă obiectivul de reducere la jumătate a acestui decalaj până în 2030. Femeile continuă, de asemenea, să ocupe din ce în ce mai mult posturi de conducere, după cum arată creșterea considerabilă atât a ponderii femeilor în parlamentele naționale, cât și în funcțiile de conducere superioară ale celor mai mari companii listate la bursă. Cu toate acestea, în ciuda acestor îmbunătățiri, situația de gen rămâne departe de paritate în ambele domenii. În domeniul educației, decalajul de gen este inversat, mai multe femei tinere decât bărbați absolvă studii medii și terțiare. Deși acest decalaj s-a redus ușor din 2017 în ceea ce privește abandonul timpuriu al școlii, bărbații continuă să rămână în urma femeilor în ceea ce privește nivelul de studii terțiare.
Evoluțiile din domeniul ODD 10 - Reducerea inegalităților dezvăluie o imagine destul de favorabilă în cea mai recentă perioadă de cinci ani de date disponibile. Inegalitățile de venituri din interiorul țărilor s-au îmbunătățit între 2016 și 2021, după cum arată reducerea decalajelor de venituri dintre grupurile de populație mai bogate și cele mai sărace. În mod similar, profunzimea sărăciei s-a redus, iar decalajul de sărăcie dintre zonele rurale și urbane s-a redus în UE. Datele privind disparitățile economice dintre țările UE prezintă, de asemenea, o imagine favorabilă, arătând o convergență continuă a statelor membre în ceea ce privește PIB-ul per locuitor și venitul gospodăriei, chiar dacă tendința PIB-ului per locuitor a fost întreruptă temporar de repercusiunile pandemiei de COVID-19. Integrarea migranților din afara UE pe piața muncii s-a îmbunătățit în mare măsură odată cu redresarea economică în 2021 și 2022. Decalajul dintre cetățenii din afara UE și cetățenii țării de origine din UE s-a redus în ceea ce privește sărăcia monetară (comparativ cu 2016), precum și în privința ratei de ocupare a forței de muncă și pentru tinerii care nu au un loc de muncă, nici nu urmează cursuri de educație sau formare (NEET), în timp ce s-a extins ușor pentru rata abandonului școlar timpuriu (toate comparativ cu 2017).
ODD 4 - Educație de calitate se caracterizează prin evoluții favorabile pe parcursul perioadei de cinci ani evaluate. În ceea ce privește participarea la educație, UE este pe drumul cel bun pentru a-și îndeplini obiectivele pentru 2030 pentru cei care părăsesc timpuriu educația și formarea sau nivelul de învățământ terțiar. Învățarea adulților a crescut, de asemenea, din 2017, arătând o creștere deosebit de puternică în 2022. Cu toate acestea, ponderea copiilor care participă la educația timpurie (preșcolară) a crescut lent în UE din 2015 și vor fi necesare progrese mai mari în următorii ani pentru a îndeplini obiectivele din 2030. țintă. În plus, tendințele au fost destul de nefavorabile pentru rezultatele educaționale. Proporția elevilor cu rezultate slabe la lectură, matematică și științe, măsurată în studiul PISA al OCDE, a crescut între 2015 și 2018, îndepărtând UE de obiectivul său de a reduce aceste cote la 15% până în 2030. În plus, ponderea adulților cu cel puțin competențe digitale de bază a fost sub 55% în 2021 și, prin urmare, rămâne departe de obiectivul de a crește această pondere la 80% până în 2030.
UE a continuat să facă progrese importante în direcția ODD 16 - Pace, justiție și instituții puternice, chiar dacă unele măsuri subiective ale percepțiilor cetățenilor cu privire la instituțiile UE și ale statelor membre au indicat recent semne de deteriorare. Viața în UE a devenit mai sigură în ultimii ani, deoarece decesele cauzate de omucideri sau agresiuni și apariția percepută a criminalității, violenței și vandalismului în cartierele europene au scăzut considerabil. În plus, cheltuielile guvernamentale pentru instanțele judecatorești au crescut. Cu toate acestea, independența percepută a sistemelor de justiție din statele membre s-a deteriorat ușor în 2022. În plus, ratingul UE privind indicele de percepție a corupției a stagnat, chiar dacă țările UE continuă să se claseze printre cele mai puțin corupte la nivel global. Încrederea cetățenilor în Parlamentul European și Comisia Europeană s-a deteriorat oarecum în comparație cu nivelurile pre-pandemie, în timp ce Banca Centrală Europeană a câștigat ușor în încredere.
Evaluarea ODD 3 - Sănătate și bunăstare este afectată de impactul pandemiei de COVID-19. În timp ce speranța de viață sănătoasă a UE a fost în creștere până în 2019, aceasta a scăzut cu 0,6 ani în 2020, până la 64,0 ani. Sănătatea auto-percepută a oamenilor a scăzut, de asemenea, ușor în 2021, dar a rămas peste nivelurile pre-pandemie. Cel mai puternic impact al pandemiei este vizibil în rata mortalității evitabile a UE, care a crescut considerabil în 2020 din cauza deceselor legate de COVID-19. Decesele din traficul rutier au crescut, de asemenea, în 2021, după reducerea modelelor de mobilitate indusă de izolare și vor fi necesare progrese mai mari pentru ca UE să își atingă obiectivul respectiv pentru 2030. Celelalte cauze de mortalitate monitorizate — decese cauzate de HIV, tuberculoză și hepatită, accidente de muncă mortale și decese premature din cauza expunerii la particule fine — nu au fost (sau au fost într-o măsură mai mică) afectate de pandemie și continuă să prezinte evoluții favorabile. Același lucru este valabil și pentru majoritatea factorilor determinanți monitorizați ai sănătății. Ponderea persoanelor care suferă de poluare fonică a scăzut ușor în ultimii ani, la fel ca și ponderea fumătorilor. În schimb, ponderea persoanelor obeze și supraponderale a crescut în UE. Tendințele în ceea ce privește accesul la asistență medicală sunt în continuare favorabile, chiar dacă ponderea persoanelor care raportează nevoi nesatisfăcute de îngrijire medicală a crescut ușor din 2017.
ODD 9 - Industrie, inovare și infrastructură se caracterizează prin tendințe favorabile pentru majoritatea indicatorilor, cu excepția notabilă a domeniului transportului durabil. În ceea ce privește cercetarea, dezvoltarea și inovarea, UE a înregistrat o creștere continuă, dar lentă a cheltuielilor sale de cercetare și dezvoltare (atât în termeni absoluți, cât și în raport cu PIB) și vor fi necesare eforturi mai susținute pentru ca UE să atingă obiectivul pentru 2030 de a dedica 3% din PIB pentru cercetare și dezvoltare. Indicatorii rămași privind cererile de brevet înaintate Oficiului European de Brevete, ponderea personalului de cercetare și dezvoltare în forța de muncă și ponderea tinerilor cu studii superioare s-au îmbunătățit considerabil în ultimii ani. În ceea ce privește transformarea durabilă a sectorului industrial al UE, intensitatea emisiilor atmosferice ale sectorului de producție — referitor la emisiile de particule fine ale sectorului în raport cu valoarea adăugată brută (VAB) — s-a îmbunătățit, iar VAB a sectorului bunurilor și serviciilor de mediu a continuat să crească mai puternic decât în economia totală. Evoluțiile sunt mixte în domeniul infrastructurii durabile. În timp ce atât transportul de pasageri, cât și cel de marfă s-au îndepărtat și mai mult de modurile ecologice cum ar fi ponderea autobuzelor, trenurilor sau a căilor navigabile interioare (în detrimentul autovehiculelor private), ponderea gospodăriilor care se bucură de conexiuni la internet de mare viteză a crescut considerabil din 2016.
Tendințele privind ODD 12 - Consum și producție responsabile au fost oarecum mixte în ultimii ani. Amprenta materială a UE, care estimează cererea pentru extracția globală de materiale indusă de consumul de bunuri și servicii în UE, a fost în creștere până în 2019, dar a scăzut temporar în 2020 odată cu reducerea activității economice cauzată de pandemie. Datele privind consumul intern de materiale sugerează că utilizarea resurselor a crescut la niveluri aproape pre-pandemice în 2021, după redresarea economică. În mod similar, și în ciuda unei ușoare scăderi în 2020, consumul de substanțe chimice periculoase a crescut din 2016. În timp ce media emisiilor de dioxid de carbon (CO2) ale autoturismelor noi a prezentat o îmbunătățire considerabilă până în 2020, o schimbare metodologică a procedurii de testare împiedică o comparație cu cele mai recente date pentru 2021. Tendințele în generarea și gestionarea deșeurilor sunt, de asemenea, mixte. Similar cu amprenta materială, generarea totală de deșeuri a fost în creștere în UE până în 2018, dar a scăzut în 2020, probabil ca urmare a activității economice mai scăzute. Rata circulară de utilizare a materialelor a UE a stagnat sub 12% în ultimii ani, ceea ce înseamnă că UE nu este în prezent pe cale să dubleze această rată până în 2030 față de 2019. Într-o notă pozitivă, sectorul bunurilor și serviciilor de mediu a continuat să depășească performanțele altor sectoare economice în ceea ce privește creșterea valorii adăugate brute și și-a continuat tendința de creștere chiar și în 2020, primul an al pandemiei în Europa.
Indicatorii utilizați pentru monitorizarea ODD 11 - Orașe și comunități durabile indică evoluții în mare măsură favorabile în ceea ce privește calitatea vieții în orașe și comunități, în timp ce imaginea este mixtă în ceea ce privește mobilitatea durabilă și impactul asupra mediului. Tendințele privind deficiențele locative severe, decesele premature cauzate de expunerea la particule fine, precum și apariția crimelor, violenței și vandalismului în zonele locuite au fost clar favorabile în ultimii ani. În plus, expunerea percepută la zgomot a scăzut ușor. În domeniul mobilității durabile, tendințele au fost afectate de schimbările în modelele de mobilitate din cauza pandemiei de COVID-19. Decesele din traficul rutier au crescut în 2021, după ce au atins un nivel scăzut indus de izolare în 2020, dar au rămas sub nivelurile pre-pandemie. Cu toate acestea, vor fi necesare eforturi mai susținute pentru ca UE să își atingă obiectivul pentru 2030. În plus, modurile de transport public de pasageri (autobuze și trenuri) au pierdut deja cote în fața autoturismelor înainte de pandemie, iar 2020 a cunoscut o scădere puternică suplimentară ca urmare a schimbării obiceiurilor de mobilitate din cauza COVID-19 și a restricțiilor aferente. Zonele locuite au continuat să se răspândească, nu numai în termeni absoluți, ci și per locuitor, ceea ce înseamnă că rata de ocupare a terenurilor a crescut mai repede decât populația UE. În plus, creșterea ratei de reciclare a deșeurilor municipale din UE a încetinit în ultimii ani, apărând riscul ca UE să nu își atingă obiectivul până în 2030.
UE a înregistrat doar progrese moderate către ODD 14 - Viața marină, din cauza evoluțiilor destul de divergente în domeniile monitorizate. Tendințele în conservarea vieții marine și pescuit durabil sunt în general favorabile. Suprafața ariilor marine protejate a crescut considerabil din 2012, iar UE pare astfel pe calea îndeplinirii obiectivului ca 30% din apele marine să fie protejate până în 2030. Cu toate acestea, datele disponibile nu oferă indicii despre starea de conservare a siturilor și nici despre eficiența protecției speciilor și habitatelor. Indicatorii bazați pe modele privind pescuitul durabil oferă o imagine îmbunătățită cu privire la tendințele biomasei stocurilor de pește și a presiunii pescuitului în apele marine ale UE, atât pentru Atlanticul de Nord-Est, cât și pentru Marea Mediterană și Marea Neagră (deși situația din aceasta din urmă rămâne mai puțin favorabilă). Tendințele în domeniul sănătății oceanelor sunt, totuși, mai puțin pozitive. Datorită absorbției de CO2 în oceanele lumii, aciditatea medie a apei de mare de suprafață continuă să crească, iar în 2021 a atins un alt nivel fără precedent față de nivelurile preindustriale. În plus, ponderea apelor marine din UE afectate de eutrofizare a crescut puternic în ultimii ani. Într-o notă mai pozitivă, ponderea zonelor de scăldat de coastă cu o calitate excelentă a apei a crescut ușor în statele membre ale UE din 2016.
Monitorizarea ODD 2 - Zero foamete în contextul UE se concentrează pe malnutriție, durabilitatea producției agricole și impactul acesteia asupra mediului. Tendințele în domeniul malnutriției rămân nefavorabile, cu o creștere clară a ponderii persoanelor obeze în UE începând cu 2014. În schimb, tendințele privind viabilitatea și sustenabilitatea producției agricole au fost favorabile în ultimii cinci ani. Productivitatea muncii din sectorul agricol al UE s-a îmbunătățit, iar investițiile publice în cercetare și dezvoltare în agricultură au crescut. În plus, suprafața destinată agriculturii ecologice a crescut constant, deși vor fi necesare progrese mai mari pentru a atinge obiectivul ca 25% din totalul terenurilor agricole ale UE să fie cultivate organic până în 2030. Cu toate acestea, unele efecte negative ale producției agricole rămân vizibile în UE, în special declinul continuu și dramatic al păsărilor comune de pe terenurile agricole. Într-o notă mai pozitivă, suprafața de teren din UE cu risc de eroziune severă a solului de către apă a scăzut ușor, la fel ca și emisiile de amoniac din agricultură. În plus, concentrațiile de nitrați în corpurile de apă subterană ale UE au arătat o tendință de scădere ușoară din 2015.
Datele disponibile pentru ODD 6 - Apă curată și canalizare prezintă o imagine destul de mixtă pentru UE. Pe partea pozitivă, ponderea persoanelor care nu dețin instalații sanitare adecvate în gospodărie a scăzut în mod constant în UE, iar conectivitatea la tratarea cel puțin secundară a apelor uzate s-a îmbunătățit lent. Cu toate acestea, tendințele privind calitatea apei sunt mai puțin favorabile în UE. În timp ce cererea biochimică de oxigen din râuri și concentrațiile de nitrați din corpurile de apă subterană europene au scăzut din 2015, concentrațiile de fosfați din râuri au crescut mai mult sau mai puțin continuu din 2013. În plus, ponderea zonelor de scăldat interioare cu o calitate excelentă a apei a scăzut în statele membre ale UE după 2017. Tendințele privind deficitul de apă sunt, de asemenea, oarecum nefavorabile, indicele UE de exploatare a apei arătând o tendință de ușoară creștere în ultimii ani.
Evaluarea la nivel de obiectiv a ODD 7 - Energie curată și accesibilă este influențată de doi factori principali. În primul rând, consumul de energie în UE a crescut în 2021 odată cu redresarea economică, după ce a atins un minim istoric în anul pandemic 2020. În al doilea rând, acordurile recente dintre Consiliul și Parlamentul UE privind obiective energetice mai ambițioase pentru 2030 înseamnă că vor fi necesare progrese mult mai puternice în următorii ani în domeniile eficienței energetice și al energiilor regenerabile decât cel observat în perioada evaluată (2016-2021). În 2021, atât consumul de energie primar, cât și cel final au crescut față de nivelele din 2020, chiar dacă consumul a rămas sub nivelurile pre-pandemie. În mod similar, consumul final de energie al gospodăriilor a crescut puternic în 2021. Creșterea cererii de energie au condus la neglijarea creșterii productivității energetice și a ponderii surselor regenerabile în 2021, chiar dacă tendințele din 2016 rămân pozitive în ambele domenii. În plus, UE a reușit să își reducă dependența de importurile de energie din 2019, în special pentru gaze naturale și combustibili fosili solizi. În plus, accesul la energie la prețuri accesibile a continuat să se îmbunătățească în UE, din ce în ce mai puțini oameni nu își pot permite să-și mențină locuința suficient de caldă. Cu toate acestea, creșterea puternică a prețurilor la energie observată în 2022 nu este încă reflectată în aceste date.
Evaluarea generală a progresului către ODD 13 - Acțiune climatică este caracterizată de tendințe mai degrabă negative ale indicatorilor selectați. În timp ce, conform estimărilor provizorii pentru 2021, UE și-a redus deja emisiile nete de gaze cu efect de seră cu aproximativ 30% din 1990, vor fi necesare progrese mai puternice pentru a îndeplini obiectivul ambițios de reducere de 55% pentru 2030. Măsurile suplimentare respective fac deja parte. din pachetul Fit for 55. Este important de reținut că această evaluare nu ia în considerare evoluțiile ulterioare, cum ar fi căile și măsurile planificate prezentate în Planurile naționale pentru energie și climă (National Energy and Climate Plans) ale statelor membre. În plus, eliminările de carbon realizate de sectorul forestier și de utilizare a terenurilor (LULUCF) care contribuie la emisiile nete globale de GES au scăzut în ultimii ani. În plus, ponderea energiei regenerabile ar trebui să crească mult mai puternic decât în perioada evaluată (2016-2021) pentru ca UE să își atingă noul obiectiv mai ambițios pentru 2030. În timp ce rata medie a emisiilor de CO2 ale autoturismelor noi a prezentat o îmbunătățire considerabilă până în 2020, o modificare metodologică a procedurii de testare împiedică compararea cu cele mai recente date pentru 2021. În ceea ce privește impactul și adaptarea la climă, pierderile monetare din cauza dezastrelor meteorologice și climatice au crescut brusc în 2021. Într-o notă pozitivă, numărul semnatarilor Convenției Primarilor privind Clima și Energia Arhivat în 22 august 2023, la Wayback Machine. continuă să crească, chiar dacă tendința a stagnat în 2022 comparativ cu 2021. În plus, contribuția UE la finanțarea acțiunilor climatice ale țărilor în curs de dezvoltare a crescut aproape continuu în ultimii ani.
Indicatorii selectați pentru ODD 15 - Viața terestră prezintă unele ușoare îmbunătățiri combinate cu câteva evoluții clar negative care au ca rezultat o evaluare generală ușor negativă la nivel de obiectiv. În timp ce suprafața forestieră a UE a crescut, concentrațiile de poluanți din râurile europene au prezentat tendințe mixte, îmbunătățiri ale valorilor cererii biologice de oxigen odată cu creșterile concentrațiilor de fosfat. În ceea ce privește degradarea terenurilor, presiunile exercitate de ocuparea terenurilor, inclusiv etanșarea solului cu materiale impermeabile, au continuat să se intensifice, în timp ce suprafața de teren din UE cu risc de eroziune severă a solului de către apă s-a micșorat ușor din 2010. Chiar dacă suprafața ariilor protejate terestre a crescut în statele membre din 2013, UE continuă să se confrunte cu scăderi dramatice pe termen lung ale populațiilor de păsări comune și de fluturi de pășune. Evaluarea generală a ODD 15 confirmă, prin urmare, rezultatele altor rapoarte de inventariere și evaluări, care concluzionează că starea de conservare a ecosistemelor și a biodiversității în UE este nefavorabilă și că impacturile negative ale modelelor de stil de viață ale UE asupra biodiversității (globale) sunt considerabile.
Evaluarea generală a evoluțiilor UE în ceea ce privește ODD 17 - Parteneriate pentru obiective este moderat negativă. Evoluții favorabile sunt vizibile în doar două domenii. Importurile UE din țările în curs de dezvoltare au crescut puternic în 2021 și 2022, după întreruperea fluxurilor comerciale din cauza pandemiei de COVID-19, iar ponderea gospodăriilor care se bucură de conexiuni la internet de mare viteză a crescut brusc din 2018. Evoluțiile celorlalți indicatori au fost moderat sau clar defavorabile. Finanțarea generală a UE către țările în curs de dezvoltare a scăzut puternic din 2016, iar raportul UE între asistența oficială pentru dezvoltare (AOD) și venitul național brut (VNB) nu a progresat către ținta de 0,7% stabilită pentru 2030. În ceea ce privește guvernanța financiară în UE, deși raportul global al UE datorie publică/PIB a scăzut după ce a atins un nivel record în 2020 ca urmare a crizei COVID-19 și a cheltuielilor publice aferente, acesta a rămas peste nivelurile dinainte de pandemie în 2022. În plus, ponderea deja scăzută a impozitelor de mediu în veniturile fiscale totale a scăzut și mai mult și a atins un nou minim în 2021.

### Rezumatul impactului pe termen scurt
Monitorizarea ODD-urilor UE arată că, deja înainte de criza COVID-19, progresul în direcția ODD-urilor în UE a fost neuniform, unele domenii necesitând mai multă atenție și acțiune. În plină redresare după pandemie, UE a fost lovită de consecințele agresiunii militare a Rusiei împotriva Ucrainei, de la începutul anului 2022. Răspunsul UE la invazia rusă a inclus sprijin umanitar prin oferirea de protecție temporară celor care părăsesc Ucraina, sprijin financiar pentru Ucraina și punerea în aplicare a sancțiunilor economice împotriva guvernului, companiilor și persoanelor ruse. Majoritatea europenilor consideră că răspunsul general al UE este satisfăcător, chiar dacă urmările invaziei ruse sunt deja vizibile în mod clar în UE. Statisticile disponibile pe termen scurt arată o scădere considerabilă a cotei Rusiei în importurile de energie din UE, alături de o reducere a cererii totale de gaze naturale a UE. Cu toate acestea, în ciuda eforturilor UE de a-și diversifica sursele de energie și de a-și reduce dependența de Rusia, economia UE a înregistrat o creștere a prețurilor la energie, care a influențat costurile locuințelor și din ce în ce mai mult ale produselor alimentare. Deoarece invazia rusă continuă, efectele pe termen lung asupra sectoarelor economic și social al UE se vor propaga în timp. Pe măsură ce mai multe date devin disponibile, monitorizarea ODD va putea prezenta o imagine mai detaliată și mai nuanțată asupra consecințelor agresiunii militare a Rusiei împotriva Ucrainei.